# Ptaszynka
Ptaszynka (niem. Fundevogel) – niemiecka baśń ludowa, najbardziej znana z wersji braci Grimm, opublikowanej w ich zbiorze Baśni (tom 1, nr 51).

## Treść
Pewien leśniczy, wędrując po lesie, znalazł dziecko, które ptak porwał kiedyś od śpiącej matki i zaniósł do swojego gniazda. Leśniczy usłyszał płacz tego dziecka i wdrapał się na drzewo. Znalazłszy je postanowił zabrać je do domu i wychowywać razem ze swoją córką Leną. Nazwał ją Ptaszynka. Od tego dnia dwie dziewczynki dorastały razem i bardzo się kochały. 
Leśniczy miał w domu służbę, a wśród niej starą kucharkę, która gotowała im posiłki. Pewnego dnia Lena spostrzegła, że kucharka przynosi więcej wody, niż zwykle. Zapytała ją wówczas, po co jej tyle wody. Kucharka obiecała, że odpowie jej jeśli zatrzyma to w sekrecie. Lena przystała na ten warunek, a kucharka oświadczyła, że gdy rano leśniczy pójdzie na polowanie w tej wodzie ugotuje Ptaszynkę. 
Nazajutrz rano, kiedy leśniczy wybrał się na polowanie, Lena obudziła wcześnie siostrę i powiedziała jej: "Jeśli ty mnie nie opuścisz, to i ja cię nie opuszczę", a Ptaszynka odpowiedziała: "Ani teraz cię nie opuszczę, ani nigdy". Wówczas Lena opowiedziała, co usłyszała od kucharki.
Dziewczynki ubrały się szybko i uciekły z domu. Kucharka posłała trzech służących by je odnaleźli. Lena, która umiała czarować, zamieniła Ptaszynkę w łodygę róży, a siebie w kwiat. Służący znaleźli różę, ale nie widząc dziewczynek wrócili do domu i opowiedzieli kucharce co widzieli. Kucharka, posłała ich znowu na poszukiwanie - wtedy Lena zamieniła Ptaszynkę w stary kościół, a siebie w świecznik w tym kościele. Służący znów powrócili z niczym. Kucharka sama udała się więc na poszukiwanie. Na jej widok, Lena zamieniła Ptaszynkę w staw, a siebie w kaczkę pływającą po nim. Kucharka przybywszy na brzeg stawu domyśliła się, że to czary i nachyliła się, by wypić z niego wodę. Wtedy kaczka podpłynęła do niej, chwyciła jej głowę w dziób i utopiła w wodzie. Dziewczynki, po tym wydarzeniu, radośnie wróciły do domu. Zła kucharka już nie żyła.